# Maisonette

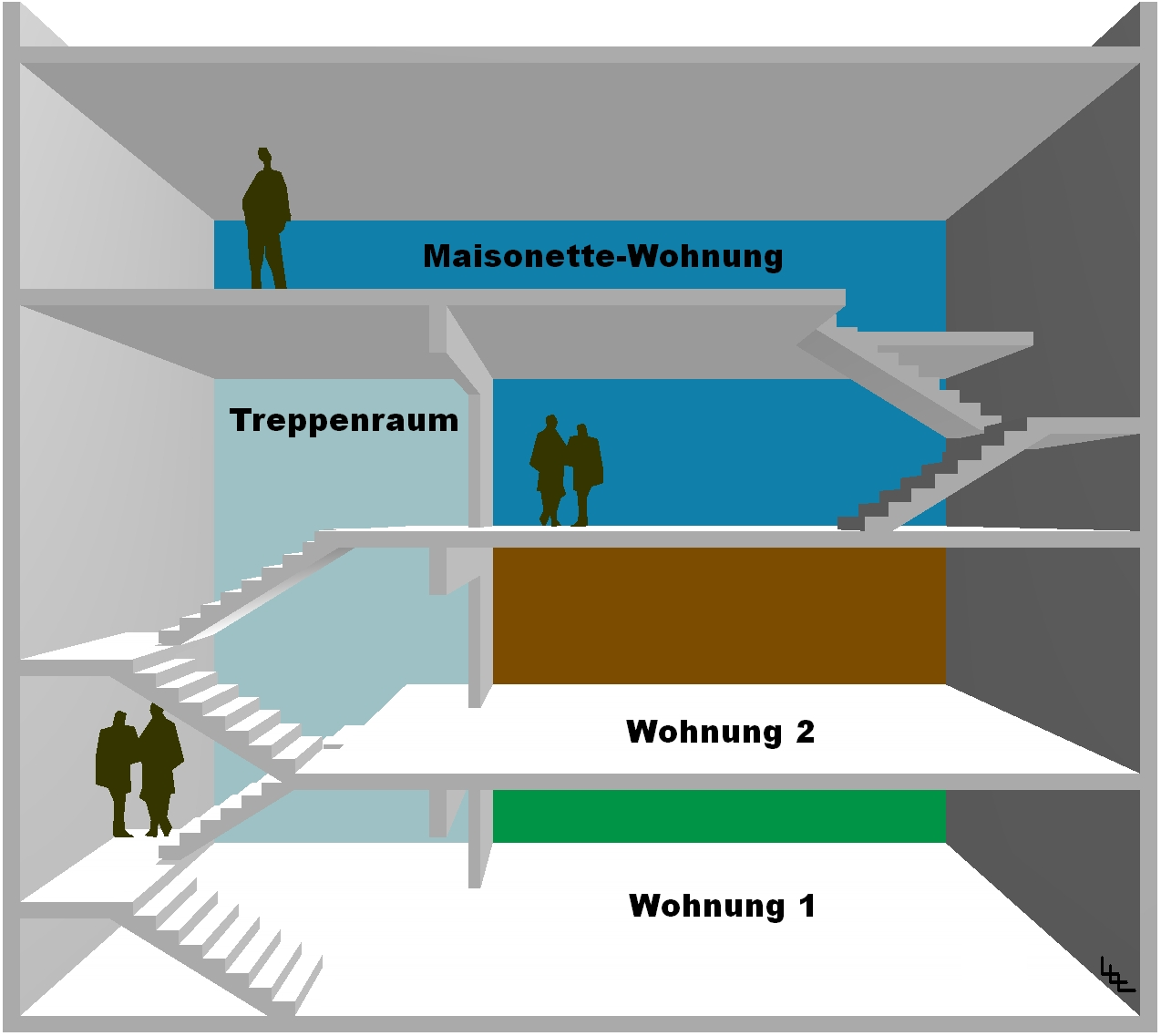
Ejemplo de un apartamento Maisonette

El término Maisonette (del francés maisonnette, "pequeña casa", "casita"), hace referencia a un apartamento o piso, en el que el apartamento está dispuesto de forma contigua en al menos dos plantas de un edificio. La Maisonette puede ubicarse tanto en el piso inferior como en el superior de un edificio, pero generalmente incluye el ático y el subterráneo. Si el piso superior está construido como una galería, también se lo denomina apartamento de galería o Loft.
Dado que estos son en su mayoría apartamentos más grandes con cierto carácter de prestigio, los precios de alquiler suelen ser más altos. Al igual que ocurre con un apartamento normal en el ático, también hay techos inclinados en una Maisonette lo que puede limitar el espacio útil.

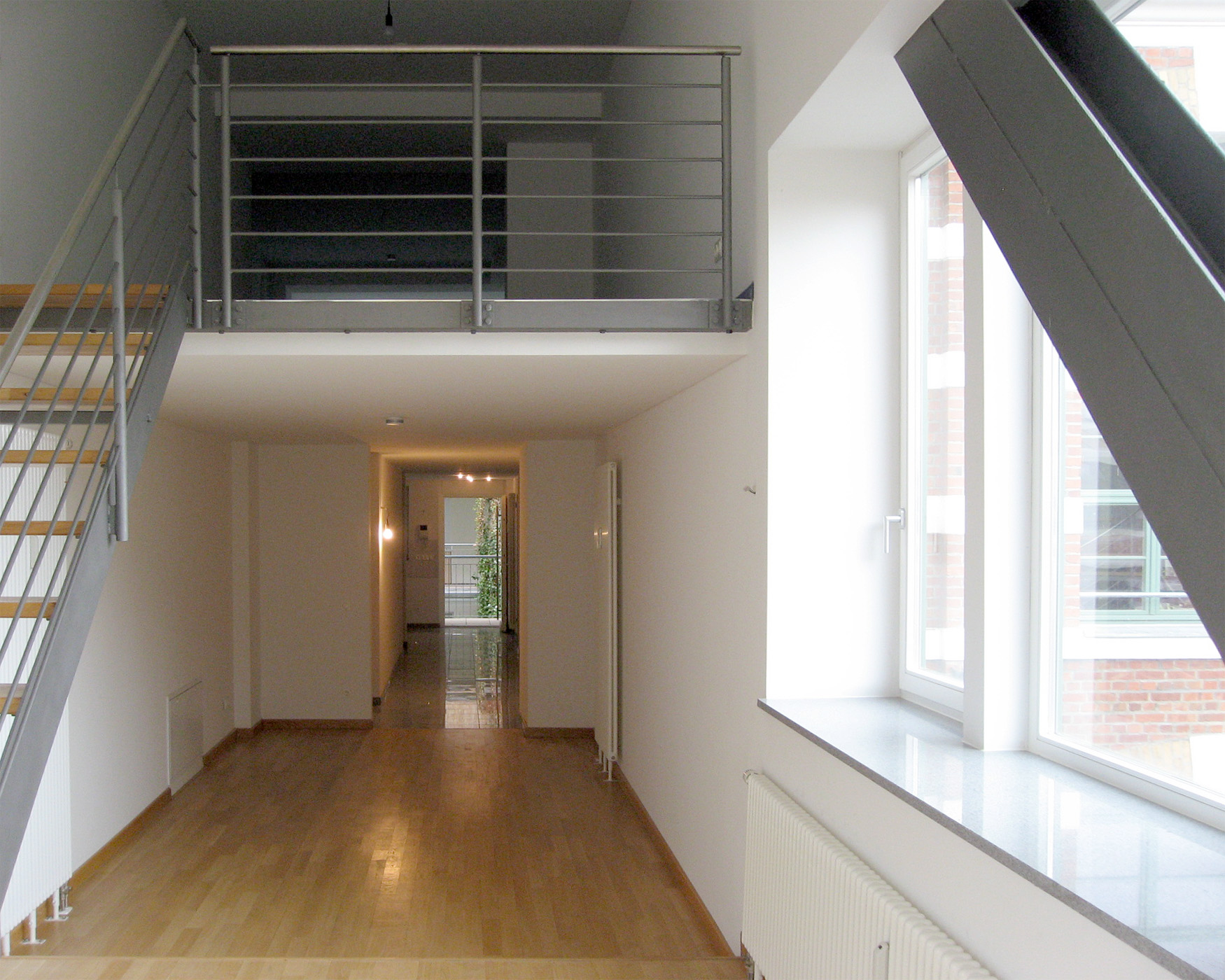
Maisonette con escalera dispuesta hacia la galería en doble altura.

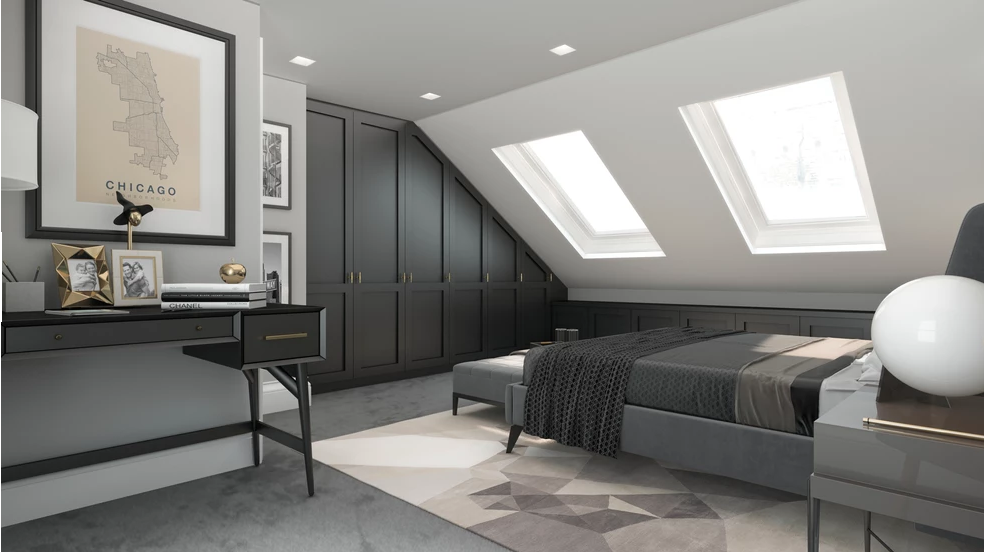
Ático renovado que cumple la función de dormitorio en una Maisonette

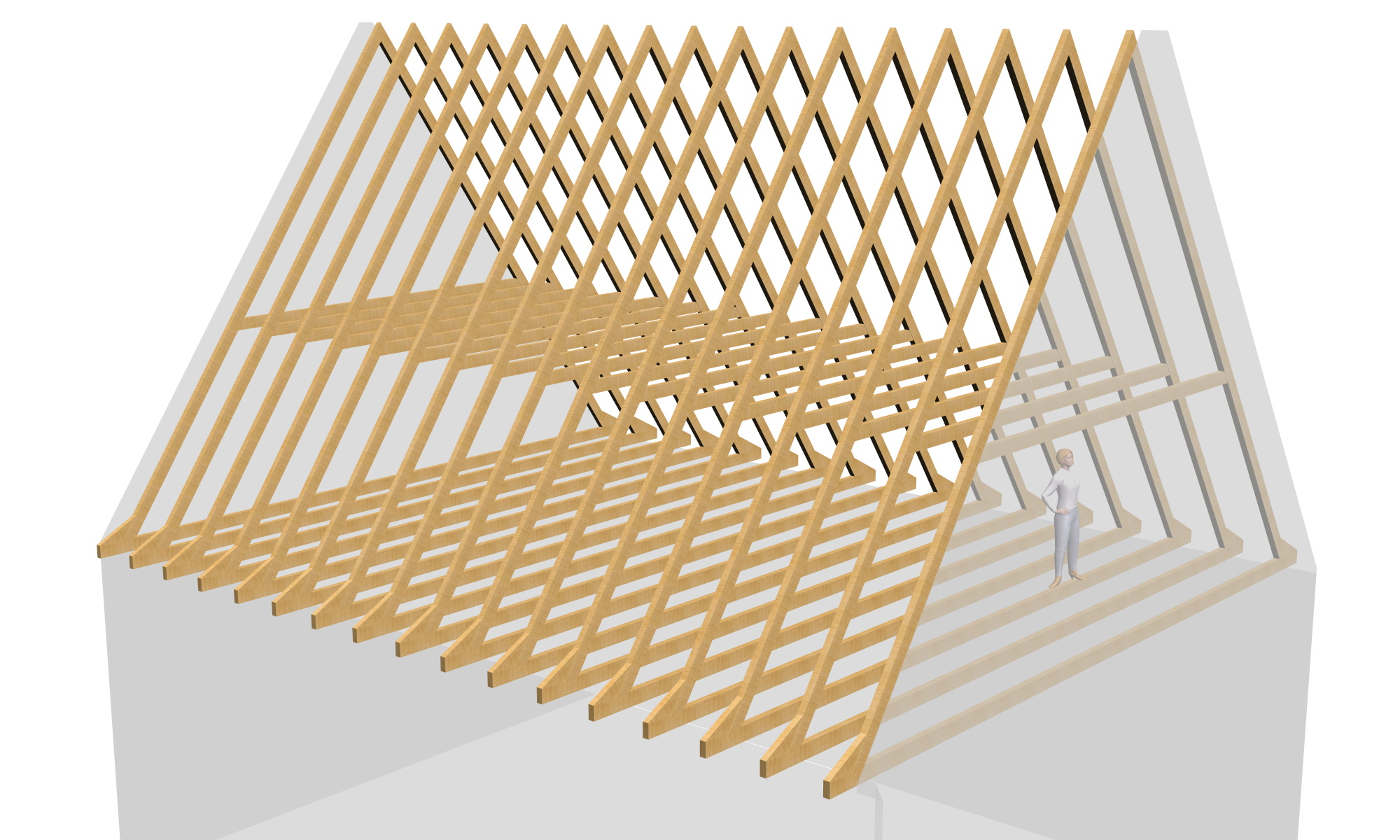
Esquema constructivo de un ático de viga de cuello para albergar vivienda de doble altura